# George Yod Phimphisan
George Yod Phimphisan CSsR (Thai: ยอร์ช ยอด พิมพิสาร, Aussprache: [jɔ̂ːt jɔ̂ːt pʰimpʰísǎːn]; * 19. Januar 1933 in Bangrak, Bangkok, Zentralthailand; † 18. Dezember 2017 in Udon Thani) war ein thailändischer Ordensgeistlicher und römisch-katholischer Bischof von Udon Thani.

## Leben
George Yod Phimphisan trat der Ordensgemeinschaft der Redemptoristen bei und empfing am 4. Oktober 1959 die Priesterweihe.
Papst Paul VI. ernannte ihn am 2. Oktober 1975 zum Bischof von Udon Thani. Die Bischofsweihe spendete ihm sein Amtsvorgänger Clarence James Duhart CSsR am 12. Dezember desselben Jahres; Mitkonsekratoren waren Michel Kien Samophithak, Erzbischof von Thare und Nonseng, und Erzbischof Giovanni Moretti, Apostolischer Pro-Nuntius in Thailand.
Am 14. November 2009 nahm Papst Benedikt XVI. sein aus Altersgründen vorgebrachtes Rücktrittsgesuch an.